# Тростянецький тріас
Тростянецький тріас — геологічна пам'ятка природи місцевого значення. Об'єкт розташований на території Черкаського району Черкаської області, лівий схил яру «Маньова» («Поруб») між селом і його другим відгалуженням в 200 м від північної околиці села Тростянець.
Площа — 0,15 га, статус отриманий у 1979 році.